# Норвешка на Светском првенству у атлетици у дворани 2016.
Норвешка је на 16. Светском првенству у атлетици у дворани 2016. одржаном у Портланду (САД) од 17. до 20. марта учествовала тринаести пут. Репрезентацију Норвешке представљала је једна атлетичарка, која се такмичила у трци на 800 метара.,
На овом првенству Норвешка није освојила ниједну медаљу. Није било нових националних и личних рекорда.

## Учесници
Жене:
- Хеда Хине — 800 м

## Резултати

### Жене
| Атлетичарка | Дисциплина | Лични рекорд | Квалификација | Квалификација | Финале                | Финале  | Детаљи |
| Атлетичарка | Дисциплина | Лични рекорд | Резултат      | Место         | Резултат              | Место   | Детаљи |
| ----------- | ---------- | ------------ | ------------- | ------------- | --------------------- | ------- | ------ |
| Хеда Хине   | 800 м      | 2:01,82 НР   | 2:03,96       | 4. у гр. 2    | Није се квалификовала | 10 / 17 |        |